# 미나하사라니쥐
미나하사라니쥐(Haeromys minahassae)는 쥐과에 속하는 설치류의 일종이다. 인도네시아에서만 발견된다.

## 특징
작은 설치류로 꼬리 길이 97~123mm를 제외한 몸길이가 65~74mm이다. 발 길이는 15~17mm이고 귀 길이는 12~15mm이다.